# 2014–2015-ös magyar gyeplabdabajnokság
A 2014–2015-ös magyar gyeplabdabajnokság a nyolcvanötödik gyeplabdabajnokság volt. A bajnokságban öt csapat indult el, a csapatok két kört játszottak.
A Szt. László DSE és az Olcote HC közös csapatot indított.

## Tabella
| #  | Csapat                        | M | Gy | D | V | G+ | G- | P  |
| -- | ----------------------------- | - | -- | - | - | -- | -- | -- |
| 1. | Soroksári HC                  | 8 | 7  | 1 | 0 | 40 | 5  | 22 |
| 2. | Építők HC                     | 8 | 5  | 1 | 2 | 35 | 13 | 16 |
| 3. | Szt. László DSE-Olcote HC     | 8 | 5  | 0 | 3 | 25 | 13 | 15 |
| 4. | Soroksári HC II.              | 8 | 2  | 0 | 6 | 17 | 33 | 6  |
| 5. | Szt. László DSE-Olcote HC II. | 8 | 0  | 0 | 8 | 5  | 58 | 0  |

* M: Mérkőzés Gy: Győzelem D: Döntetlen V: Vereség G+: Ütött gól G-: Kapott gól P: Pont